# Batkivșcina
Uniunea panucraineană "Patria" (ucraineană Всеукраїнське об'єднання "Батьківщина", Vseukrainske obiednania Batkivșcina), cunoscut generic sub numele de Batkivșcina este un partid politic ucrainean condus de ex-prim-ministrul Iulia Timoșenko. Ca bază a fostului bloc Iulia Timoșenko, „Patria” a fost reprezentată în Rada supremă încă de la nașterea fracțiunii parlamentare Batkivșcina în martie 1999.
După victoria a Revoluției Portocalie Iulia Timoșenko a devenit prim-ministrul al Ucrainei (2005). În septembrie 2005 Guvernul Iulia Timoșenko (1) a fost demis și ca urmare, partidul a trecut în opoziție. 
La alegerile anticipate din 2007 blocul Iulia Timoșenko a obținut 156 de mandate și împreună cu coaliția președintelui Viktor Iușcenko „Ucraina Noastră–Autoapararea Populară” a format o majoritate parlamentară. Iulia Timoșenko a preluat conducerea noului guvern portocaliu (2007-2010).
Din anul 2008 „Patria” este membră a consiliului de observatori al Partidului Popular European. Liderul partidului, Iulia Timoșenko, a fost condamnată în octombrie 2011 la șapte ani de închisoare pentru abuz în serviciu; media occidentală a categorisit acest proces ca unul politic.
După interzicerea blocurilor electorale în noiembrie 2011, „Patria” a devenit, în mod independent, o forță majoră în politica ucraineană.
În urma protestelor de la Kiev din iarna lui 2013-2014, mișcarea a revenit la putere, din rândurile sale fiind numit ca președinte al Radei Supreme Oleksandr Turcinov, care a preluat și interimatul funcției de președinte al Ucrainei. Unul din liderii partidului Arseni Iațeniuk a fost ales prim-ministrul al țării.

## Alegeri parlamentare

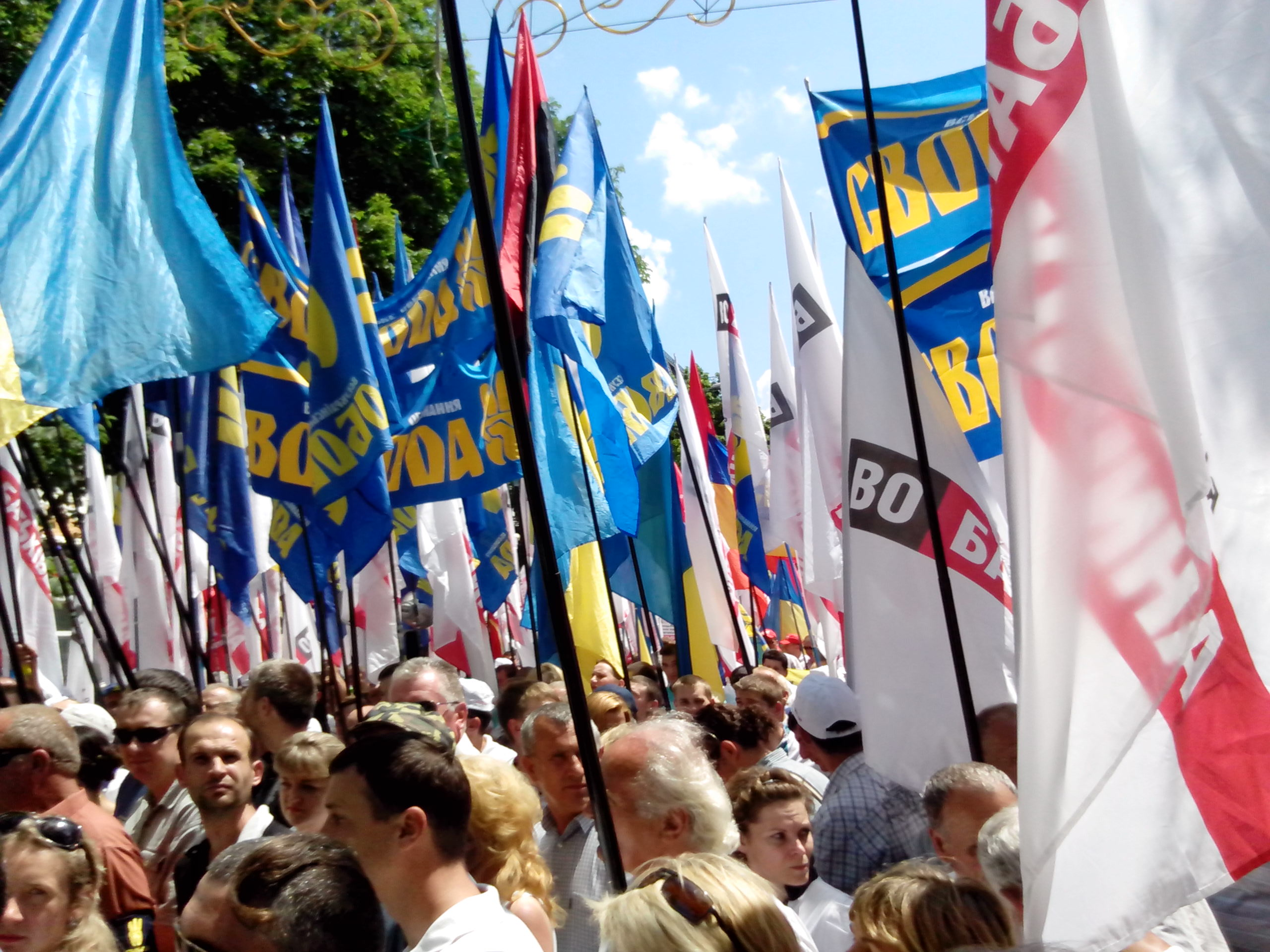
Protestele „Ridică-te, Ucraina!” (2013)

| Anul alegerilor | Voturi    | %          | Locuri    | +/–  |
| --------------- | --------- | ---------- | --------- | ---- |
| 2002            | 1 882 087 | 8.52 (#4)  | 13 / 450  |      |
| 2006            | 5 652 876 | 22.29 (#2) | 71 / 450  | ▲ 58 |
| 2007            | 7 162 174 | 30.71 (#2) | 109 / 450 | ▲ 38 |
| 2012            | 5 208 402 | 25.54 (#2) | 101 / 450 | ▼ 8  |
| 2014            | 893 549   | 5.68 (#6)  | 19 / 450  | ▼ 82 |